# Marina di Gioiosa Ionica
Marina di Gioiosa Ionica – miejscowość i gmina we Włoszech, w regionie Kalabria, w prowincji Reggio Calabria.
Według danych na rok 2004 gminę zamieszkiwało 6436 osób, 429,1 os./km².